# Alla Ilchun
Alla Ilchun (in kazako Алла Илчун?; Harbin, 1926 – Parigi, 8 marzo 1989) è stata una modella kazaka con cittadinanza cinese naturalizzata francese.
Musa ispiratrice di Christian Dior, che la chiamava "il suo talismano personale", è stata la prima modella asiatica di rilievo nella moda europea.

## Biografia
Alla Ilchun nacque ad Harbin, in Cina, nel 1926. Suo padre, Zhuanhal Ilchun, era un ingegnere ferroviario proveniente da una ricca famiglia del Kazakistan. Sua madre, Tatyana, era una cantante lirica russa, figlia di un ufficiale dell'Armata Bianca. Entrambi i genitori avevano cittadinanza cinese.
A causa dei disordini politici ad Harbin, con il passaggio dal controllo della città dai cinesi ai giapponesi, la famiglia Ilchun fuggì in Francia. Il padre fu catturato e mandato a Tokyo.
Da ragazza, la Ilchun lavorò come lavapiatti in un ristorante parigino. Durante la seconda guerra mondiale si unì anche alla Resistenza francese.
Per fare un favore ad un'amica, Alla Ilchun la accompagnò a un casting di modelle a Parigi; mentre aspettava il ritorno dell'amica, fu notata da Christian Dior, che le offrì di lavorare per la sua casa di moda. Divenne una modella di grande successo e una vera e propria musa ispiratrice per Dior, che la definì il suo talismano personale. È stata la prima modella di origine asiatica ad affermarsi nel mondo della moda europeo.
Mentre lavorava come modella, incontrò il fotografo Mike de Dülmen. I due si sposarono ed ebbero due figli. Successivamente si sposò in seconde nozze con il fotografo russo Igor' Muchin.
Dopo la morte di Dior, la Ilchun continuò a lavorare per la maison, a stretto contatto con Yves Saint Laurent prima, e con Marc Bohan poi.

## Filmografia
Nel 2020 è uscito un film documentario a lei dedicato, intitolato Alla - Une Perle D'orient Chez Dior, per la regia di Berlin Irishev.